# Origine de tous les cultes, ou Religion universelle
Origine de tous les cultes, ou Religion universelle est un livre de Charles-François Dupuis publié en 1795.

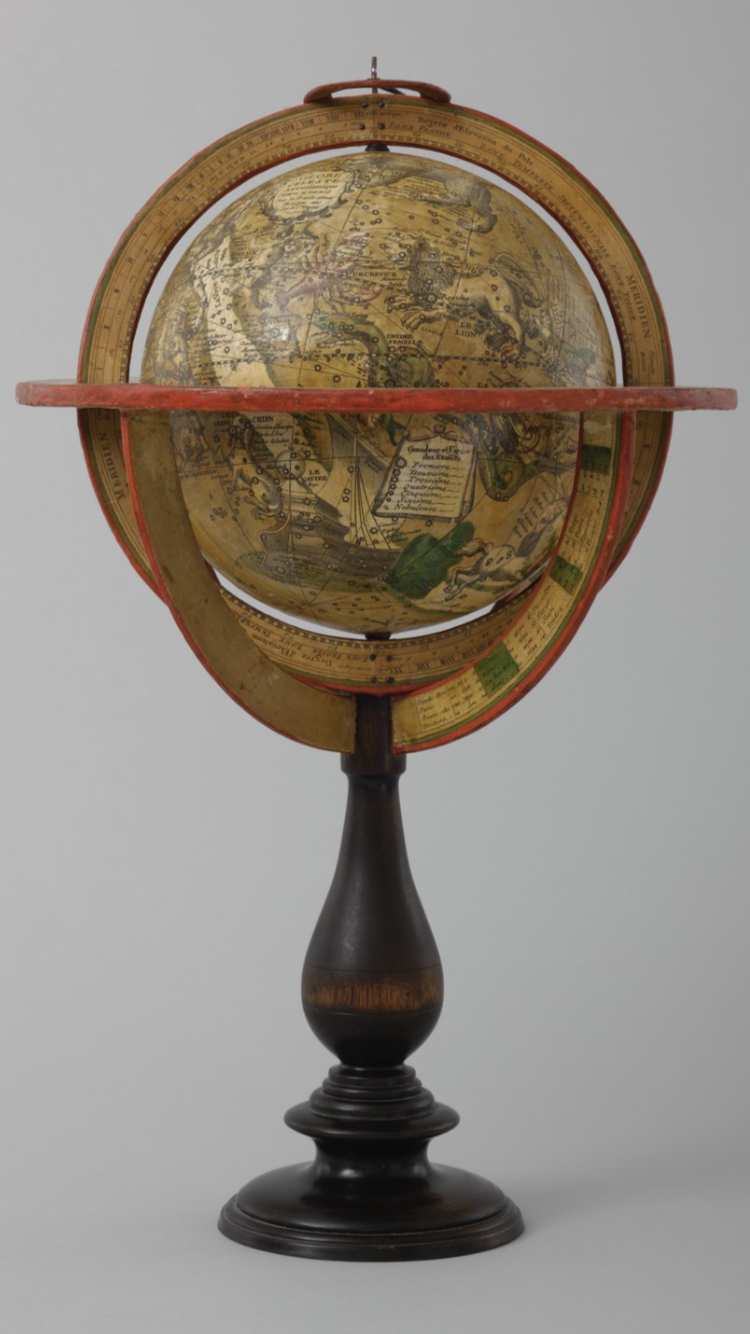
« Globe céleste astronomique, poétique et universel pour la Grande Année de 25920 ans », conservé au département des cartes et plans de la Bibliothèque nationale de France,. Selon Dupuis, le zodiaque, dont la configuration évolue avec la précession des équinoxes, aurait été inventé en Haute-Égypte ou en Éthiopie il y a près de seize millénaires.

Comparant les traditions du monde entier, l’auteur cherche à démontrer que les religions sont toutes fondées sur une même adoration originelle de la Nature et de ses cycles, que les divinités et les héros mythologiques sont des allégories figurant l’alternance des saisons, la dualité entre la lumière et les ténèbres, et le mouvement du Soleil, de la Lune, des planètes et des constellations.
Cette clef de lecture astronomique est appliquée au christianisme : la vie de Jésus serait une « fable solaire » inspirée des cultes à mystère (l’Agnus Dei naît au solstice d’hiver, est suivi par douze Apôtres et ressuscite après l’équinoxe du printemps).
Ce monument d’érudition (3 tomes totalisant plus de 2000 pages de démonstrations savantes, auxquels s’ajoute un atlas illustré pour guider le lecteur) fait l’objet en 1798 d’une version condensée et remaniée, l’Abrégé de l’Origine de tous les Cultes.

## Contexte
Au XVIIIe siècle, une interprétation astromythologique a déjà été esquissée par Boulanger à propos du Déluge (L’Antiquité dévoilée).
L’Origine de tous les Cultes est l’aboutissement d'une quinzaine d'années de recherches ; Charles-François Dupuis a commencé à publier ses thèses en 1779. On les retrouve en 1791 à la fin des Ruines de Volney, qui s’est inspiré de ses discussions avec lui et le cite dans les notes de son ouvrage.
Pendant la Révolution, après l’abolition de la royauté, la France est marquée par une politique de déchristianisation (le culte de la Raison puis celui de l’Être suprême sont substitués au catholicisme comme religion d’État). Élu à la Convention nationale, Dupuis contribue à la création du calendrier républicain en 1793. Après la chute de Robespierre, la Convention thermidorienne décrète la séparation de l’Église et de l’État (21 janvier 1795), mesure qui est inscrite dans la Constitution de l’an III (22 août 1795). La République aspire à une régénération de la nation par l’éducation du peuple : Dupuis est un membre fondateur de l’Institut national et supervise la mise en place des écoles centrales. C’est dans ce contexte qu’il présente son ouvrage à ses collègues députés, le 7 septembre 1795. L’Origine de tous les cultes met en équivalence le christianisme avec toutes les autres religions.
L’auteur entend révéler à ses lecteurs une vérité ancestrale oubliée. Il écrit dans la préface : « Le fil des connaissances religieuses était perdu, depuis bien des siècles ; puisqu’il est retrouvé, qu’il nous serve à lier entre elles des générations et des peuples, qui semblaient perdus dans la nuit des temps, et n’appartenir qu’à la terre immense des chimères. Je consacre aux hommes de tous les pays et de tous les siècles mon Ouvrage. J’ai jeté l’ancre de la vérité au milieu de l’océan des temps. Si j’ai vécu utilement pour mes semblables, ma destinée est remplie. »

## Plan de l'Œuvre

### Sommaire de l’Abrégé(1798)
- I. De l’Univers-Dieu et de son Culte
- II. Universalité du Culte rendu à la Nature, prouvé par l’Histoire et par le monuments politiques et religieux
- III. L’Univers animé et intelligent
- IV. Des grandes divisions de la Nature en causes active et passive, et en principes, lumière et ténèbres
- V. Explication de l'Héracléide, ou du poëme sacré sur les douze mois et sur le Soleil, honoré sous le nom d'Hercule
- VI. Explication des voyages d’Isis ou de la Lune, honorée sous ce nom en Égypte
- VII. Explication des Dionysiaques, ou du poëme de Nonnus sur le Soleil, adoré sous le nom de Bacchus
- VIII. Les Argonautiques
- IX. Explication de la fable faite sur le Soleil, adoré sous le nom de Christ
- X. Du culte et des opinions religieuses, considérées dans leurs rapports avec les devoirs de l’homme et avec ses besoins
- XI. Des Mystères
- XII. Explication abrégée d’un ouvrage apocalyptique des initiés aux mystères de la lumière et du Soleil adoré sous le symbole de l’agneau du printemps ou du bélier céleste

### Sommaire de l’édition originale (1795)

#### Tome I
- Épître à ma femme[9].
- Préface

Livre I
- I. L’Univers-Dieu
- II. Culte de la Nature prouvé par l'Histoire
- § Ancienne religion en Europe
- § Ancienne religion en Asie
- § Religion en Afrique
- § Religion de l’Amérique
- III. Vestiges du culte de la Nature, empreints dans tous les monuments

Livre II
- I. Tableau de l’univers, de ses divisions, et des agents principaux de la Nature
- II. Cause active et passive de la Nature
- III. Subdivision de la cause active, ou d’Uranus
- IV. De la cause passive et de l’action du Ciel sur elle
- V. Sur les deux principes : Lumière et Ténèbres
- VI. De l’Âme universelle ou du Monde animé
- VII. De l’Intelligence universelle et de ses parties

Livre III
- I. Héracléide, poème sur Hercule, ou sur le Soleil
- II. Osiris ou le Soleil
- III. Sur Isis ou sur la Lune
- IV. Théséide, poème sur le Soleil, sous le nom de Thésée ou de l'Hercule athénien
- V. Argonautiques, poème sur Jason ou sur le Soleil

#### Tome II
Livre III (suite)
- VI. Bacchus ou le Soleil, poème des Dionysiaques
- VII. Ammon ou le Dieu Soleil aux formes de Bélier
- VIII. Apis, Omphis, Mnévis, Mithra, Dieux aux formes de Taureau, ou montés sur le Taureau
- IX. Mendès ou Pan, Divinités dont les formes sont empruntées de la Chèvre et du Bouc
- X. Apollon, Dieu Soleil aux formes humaines
- XI. Orus ou l’Apollon égyptien
- XII. Adonis ou l’Osiris phénicien
- XIII. Atys ou l’Apollon phrygien
- XIV. Esculape, Sarapis, Pluton, Esmun, Cneph, et toutes les divinités aux attributs de Serpent
- XV. Harpocrate ou le Dieu Jour près le Solstice d’hiver
- XVI. Canobus, ou le Dieu Soleil peint avec les formes du Verseau
- XVII. Le Soleil et la Lune, Dagon, Dercéto, Atargaris, Oannès, peints avec les formes du Poisson
- XVIII. Des Divinités Syriennes et Chaldéennes, Baal, Belus, Berith, Baal-Berith, Baal-Gad, Beel-Phegor, Beel-Zébut, Beel-Zéphon, Adramelech, Anamelech, Moloch, Nergal, Nisroch, Nebo, Succoth-Benotu

Livre IV
- I. Du Culte idolâtrique en général, et en particulier du Culte des animaux vivants
- II. Du Culte des plantes et des pierres
- III. Des images et des Statues simples ou composées

Traité des Mystères
- I. Des Mystères, de leur Origine et de leurs Progrès, de leurs espèces différentes, et de tout ce qui tient à l’historique des Initiations anciennes, au Cérémonial, et aux fonctions Sacerdotales
- II. Examen Philosophique des Mystères considérés dans leurs rapports avec la Politique et la Morale
- III. Examen Philosophique des Mystères considérés dans leurs rapports avec la Métaphysique, la Physique et l’Astronomie ancienne

#### Tome III
Traité de la Religion chrétienne
- I. De la Religion chrétienne
- II. De la Réparation
- III. Sur l’unité et la Trinité de Dieu

- Dissertation sur les grands Cycles, et sur les Catastrophes qui les ramenoient
- Examen d’un ouvrage phrygien, connu sous le nom d’Apocalypse
- Mémoire sur l’Origine des Constellations

Tableau historique, explicatif et nominatif des Signes du Zodiaque et des Constellations
- I. De la Sphère et de ses parties
- II. Du Zodiaque, des Signes du Zodiaque, des Constellations boréales, des Constellations australes, de la Voie de Lait
- III. Des Paranatellons
- IV. Diverses sections du temps chez les Indiens
- V. Des Planètes

## Postérité

### En France
À sa parution, l’ouvrage fait sensation dans les cercles intellectuels. Antoine Destutt de Tracy rédige dès 1795 une Analyse raisonnée de l’Origine de tous les cultes, publiée en 1804. Célébrant « l’érudition prodigieuse » de Dupuis, dont l’œuvre « fera époque dans l’histoire de l’esprit humain », il y voit la preuve de « l’immense supériorité » des Modernes, capables de démystifier a posteriori les croyances infantiles des Anciens. Pour Tracy, le comparatisme astromythologique inaugure une nouvelle sagesse laïque affranchie des superstitions. L’influence de Dupuis sera perceptible dans le positivisme religieux d’Auguste Comte,.
Mis à l’index par l’Église en 1818, l’Origine de tous les cultes est interdit sous la Restauration. Ainsi, un libraire parisien nommé Chassériau est condamné en 1822 (en première instance puis en appel) pour avoir réimprimé l’Abrégé. Le tribunal ordonne que tous les exemplaires soient « saisis et lacérés ».
En 1827, Jean-Baptiste Pérès publie une réfutation satirique de la thèse mythiste de Dupuis, prétendant qu’avec le même argumentaire, on pourrait démontrer que la vie de Napoléon Bonaparte, comme celle du Christ, n'est qu'une « fable solaire » dénuée de fondement historique.
Malgré la censure, l’Abrégé (parfois réduit au seul chapitre sur le christianisme) circule beaucoup dans les milieux républicains et anticléricaux sous le règne de Charles X. « C’est parce que les ouvrages de Dupuis étaient antireligieux que la bourgeoisie les aima tant vers 1825 ; c’est aussi et de même parce que ces ouvrages étaient antireligieux que la bourgeoisie les voua à l’oubli vers 1855, […] à partir de cette époque où elle fit alliance avec l’Église contre la démocratie, c’est-à-dire à partir de la Seconde République. » (Alphonse Aulard dans L’Aurore du 1er octobre 1903).

### Aux États-Unis
Les idées de Dupuis se diffusent aussi dans le monde anglophone. Joseph Priestley les décrit comme le « nec plus ultra de la mécréance, » et tente de réfuter la thèse mythiste.
À l’automne 1816, Thomas Jefferson et John Adams échangent au sujet de l’analyse faite par Tracy de l’Origine de tous les cultes. Adams s’est alors procuré les treize volumes de l’édition originale qu’il lit avec grand intérêt,,.
En janvier 1825, dans l’une des dernières lettres entre les deux Pères fondateurs, John Adams écrit : « Il existe, je crois, dans l'ensemble du monde chrétien, une loi qui considère comme un blasphème le fait de nier ou de mettre en doute l'inspiration divine de tous les livres de l'Ancien et du Nouveau Testament, de la Genèse à l'Apocalypse. […] Qui prendrait le risque de traduire les Recherches Nouvelles de Volney ? Qui prendrait le risque de traduire Dupuis, ? »

### Au XXesiècle
Les théories de Dupuis ont inspiré l'écrivain britannique Edward Carpenter (Pagan and Christian Creeds: Their Origin and Meaning, 1920). Il est cité dans la préface du Moulin d'Hamlet de Giorgio de Santillana et Hertha von Dechend (1969).

### Au XXIesiècle
« Le vaste courant d'interprétation de la Mythologie Astrale devient école scientifique grâce aux ouvrages de Charles-François Dupuis. […] Ces anciens travaux, aujourd'hui rejetés à cause de leur insuffisance, contenaient nombre de découvertes particulières importantes, et il y a donc toujours avantage à les lire. » (Bernard Sergent et Jean-Loïc Le Quellec, directeurs de recherche au CNRS).